# 大森故鄉濱邊公園
大森故鄉濱邊公園（日语：／ Ōmorifurusatonohamabekōen */?）是東京都大田區的海濱公園，也是當地行政地名。此座公園是東京都內第一座區立海濱公園，位於大田區內的內川河口，園內有人工海濱、人工潮灘等設施。
本地連接平和之森公園，附近有都堀公園、平和島公園等，是大田區內少數可親近大自然的區域。

## 歷史
- 2001年 - 動工
- 2005年3月1日 - 實施住居表示[2]。
- 2007年4月1日 - 開園。

### 地名變遷
| 實施後       | 實施年月日   | 實施前                                                           |
| ------------ | ------------ | ---------------------------------------------------------------- |
| 故鄉濱邊公園 | 2005年3月1日 | 大森東一丁目一部分、大森東三丁目無番地國有地之地先公有水面埋立地 |

## 主要設施

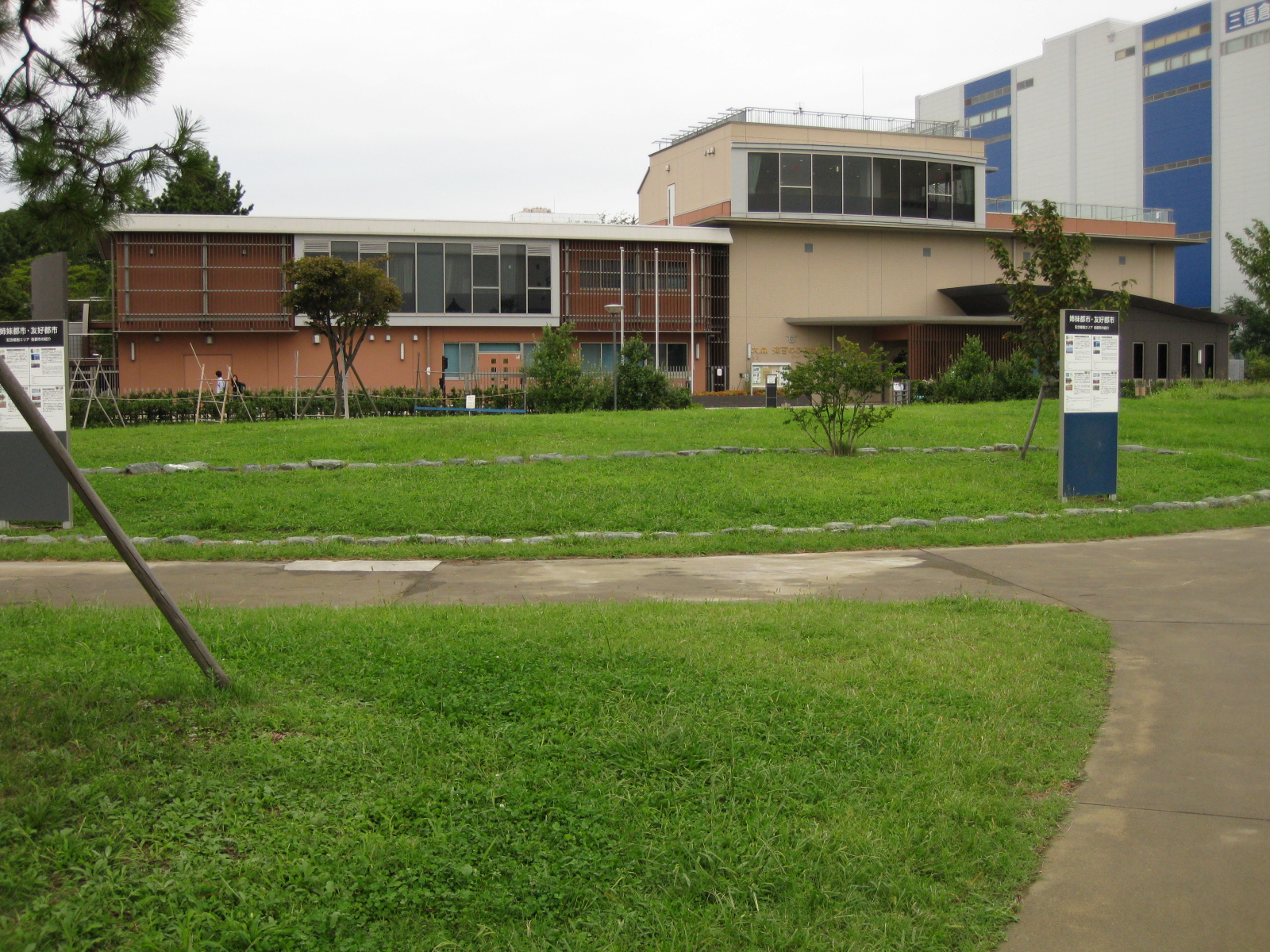
大森海苔的故鄉館（2010年9月）

- 人工潮灘
- 人工沙灘

白砂所打造的沙灘。一旁的內川有汙水排入，水質不佳因此禁止游泳
- 釣磯場
- 故鄉廣場
- 海邊自然廣場

總面積：約18.7公頃
- 大森海苔的故鄉館
  - 介紹以海苔聞名的大森歷史，2008年4月6日完成完成。
  - 開館時間：早上9點至晚上5點（6月至8月，早上9點至晚上7點）
  - 入館料：免費
  - 休館日：第3個星期日（第3個星期日是假日時為翌日休館）、新年（12月29日至1月3日）

## 相鄰設施
- 平和島公園
- 平和之森公園（連接）
- 都堀公園
- 東京瓦斯大森體育場

## 交通方式
- 京急本線平和島站步行約15分；大森町站步行12分；東京單軌電車羽田線流通中心站步行15分；大森站、蒲田站搭乘京濱急行巴士。
- 利用時間：海濱區（海邊自然廣場、展望廣場、沙灘部分）深夜、清晨禁止進入。
  - 開園時間：早上6點
  - 閉園時間：春季與秋季（3/16-6/15,9/16-12/15）至晚上7點30分，夏季（6/16-9/15）至晚上9點，冬季（12/16-3/15）至晚上6點，新年期間（12/29-1/3）原則上關園。
- 停車場：普通車30分100日圓（觀光巴士30分300日圓）
- 費用：入園免費。

## 備註
1. ↑  大田区ホームページ：平成25年8月1日現在
2. ↑  2006年（平成18年）9月1日総務省告示第482號「住居表示を實施した件」

## 外部連結
- 大田區網站(公園概要)
- 大森 海苔的故鄉館(NPO法人海苔的故鄉會官方網站)（页面存档备份，存于）